# Estación de Villahermosa
Villahermosa es un apeadero ferroviario con parada facultativa situado en el municipio español de Villahermosa del Campo en la provincia de Teruel, comunidad autónoma de Aragón. Cuenta con servicios de media distancia operados por Renfe. 

## Situación ferroviaria
Está situada en el pk 34,7 de la línea 610 de la red ferroviaria española que une Zaragoza con Sagunto por Teruel, entre las estaciones de Badules y de Ferreruela. El kilometraje se corresponde con el histórico trazado entre Zaragoza y Caminreal tomando esta última como punto de partida. El tramo es de vía única y está sin electrificar. La estación se encuentra a 952 m de altitud. 

## Historia
La estación fue puesta en servicio el 2 de abril de 1933 con la apertura de la línea Caminreal-Zaragoza. Las obras corrieron a cargo de la Compañía del Ferrocarril Central de Aragón que con esta construcción dotaba de un ramal a su línea principal entre Calatayud y el Mediterráneo que vía Zaragoza podía enlazar con el ferrocarril a Canfranc de forma directa. En 1941, con la nacionalización de la totalidad de la red ferroviaria española la estación pasó a ser gestionada por RENFE. 
Desde el 31 de diciembre de 2004 Renfe Operadora explota la línea mientras que Adif es la titular de las instalaciones ferroviarias.

## La estación
La estación ha sido renovada por completo. Cuenta con aparcamiento, una plaza de minusvádo y un refugio de obra tipo velador. Todo el conjunto está adaptado a personas con discapacidad. Sin embargo, el edificio original de viajeros fue derribado.
Se halla ubicada a unos 500 metros de la población, en un desvío no señalizado de la carretera que la comunica con Cucalón.

## Servicios ferroviarios

### Media distancia
En esta estación efectúan parada el Regional que une Zaragoza con Teruel y un MD que une Zaragoza con Valencia.
| Línea MD | Trenes   | Origen/Destino      |  | Destino/Origen |
| -------- | -------- | ------------------- |  | -------------- |
| 49       | MD       | Zaragoza-Miraflores |  | Valencia-Norte |
| 49       | Regional | Zaragoza-Miraflores |  | Teruel         |